# Nikolaï Ievmenov
Nikolaï Anatolievitch Ievmenov (en russe : Николай Анатольевич Евменов, né le 2 avril 1962 à Moscou, est un amiral de la marine russe, ancien commandant en chef de la marine de 2019 à 2024.

## Biographie

### Parcours militaire
Il est formé à l'école navale supérieure de navigation sous-marine entre 1982 et 1987, après quoi il est nommé commandant du département de navigation électronique de l'unité de navigation (BCh-1) d'un sous-marin nucléaire de la flotte du Pacifique de 1987 à 1991.
De 1995 à 1997, il étudie à l'Académie navale de Saint-Pétersbourg. De 1997 à 1999, il commande des sous-marins lance-missiles balistiques dans la flotte du Pacifique. Entre 1999 et 2006, il a été chef d'état-major, commandant adjoint puis commandant de la 25e division sous-marine de la flotte du Pacifique, après avoir étudié à l'Académie militaire de l'état-major général des forces armées de Russie de 2001 à 2003. En 2012, Ievmenov devient commandant adjoint de la flotte du Nord, puis commandant en 2016 et amiral en 2017.
Ievmenov a été nommé commandant en chef de la marine russe le 3 mai 2019, succédant à l'amiral Vladimir Korolev. En novembre, Ievmenov s'est rendu au Japon. Au cours de sa rencontre avec Hiroshi Yamamura, le chef d'état-major de la force maritime d'autodéfense japonaise, Ievmenov a été pris en photo sur fond d'un portrait de Tōgō Heihachirō, le commandant en chef japonais de la flotte combinée qui a vaincu la flotte russe pendant la bataille de Tsushima, la guerre russo-japonaise et une controverse s'ensuivit.
Le 10 mars 2024, des rumeurs circules selon lesquelles il aurait été limogé et remplacé en tant que commandant en chef par Aleksandr Moïsseïev, ancien commandant de la flotte du Nord, dans un contexte de pertes importantes dans des attaques de drones navals ukrainiennes,. Son éviction est confirmée le 19 mars 2024 ou Moïsseïev est confirmé comme commandant adjoint de la marine russe.

### Sanctions
En février 2022, Ievmenov est inscrit sur la liste des sanctions de l'Union européenne en tant que « responsable du soutien actif et de la mise en œuvre d'actions et de politiques qui compromettent et menacent l'intégrité territoriale, la souveraineté et l'indépendance de l'Ukraine ainsi que la stabilité ou la sécurité en Ukraine ».

## Décorations
- Ordre d'Alexandre Nevski (2016) [1]
- Ordre du mérite militaire (Russie) (2006)[1]
- Ordre du mérite naval (Russie) (2015)[1]